# Niazirin
Niazirin ist ein organische Verbindung, die als Naturstoff vorkommt und zu den Nitrilen und Glucosiden gehört.

## Vorkommen

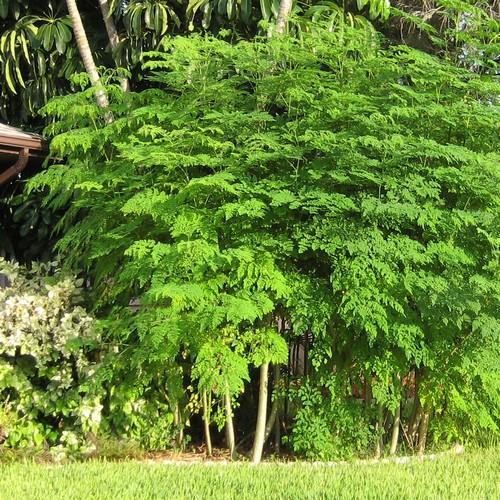
Meerrettichbaum

Niazirin kommt im Meerrettichbaum (Moringa oleifera) vor.

## Herstellung
Eine mögliche Synthese von Niazirin geht von einem Acetat-geschützten Trichloracetimidat der Rhamnose aus. Dieses wird in Gegenwart von Molsieb (3 Å) mit 4-Hydroxyphenylacetonitril in Dichlormethan umgesetzt, dann mit Trimethylsilyltriflat und im letzten Schritt entschützt.

## Eigenschaften
Niazirin wirkt als Antioxidationsmittel, wie in einer Studie mit Diphenylpikrylhydrazyl und anderen Testverbindungen festgestellt wurde. Auch in einer Studie an Zellen wurden antioxidative Eigenschaften mit einer Reduktion der Bildung von reaktiven Sauerstoffspezies festgestellt.